# 倉石功
倉石 功（くらいし いさお、1944年4月1日 - ）は、日本の俳優。長野県長野市出身。日本大学芸術学部中退。所属事務所は手力プロダクション。長男はファッションデザイナーの倉石一樹。

## 来歴・人物
長野中央高等学校（現在の長野日本大学中学・高等学校）在学中の1961年、ミスター平凡コンテストに応募しグランプリを獲得。その後、大映に第16期ニューフェイスとして入社。1963年の映画『停年退職』でデビュー。その後『高校三年生』などで主演。1965年より大映テレビ室製作のテレビドラマ『東京警備指令 ザ・ガードマン』にメンバー最年少の杉井隊員役でレギュラー出演した。
1969年、大映を退社し劇団欅に入団。1974年に、『ザ・ガードマン』の共演者だった宇津井健の仲立ちにより老舗料亭「土筆亭（つくしてい）」の令嬢：吉田秀子と交際期間半年で結婚。
近年は、妻の倉石秀子と共にテレビ東京系の旅番組（土曜スペシャル『大人の極上ゆるり旅』2011年10月～2013年3月）などに出演していた。

## 出演

### 映画
- 停年退職（1963年、大映）
- 若い樹々（1963年、大映）
- 高校三年生（1963年、大映）
- 黒の死球（1963年、大映）
- 末は博士か大臣か（1963年、大映）
- 続・高校三年生（1964年、大映）
- 制服の狼（1964年、大映）
- 幸せなら手をたたこう（1964年、大映）
- 復讐の牙（1965年、大映）
- 牝犬脱走（1965年、大映） - 桜井勝男
- ザ・ガードマン 東京用心棒（1965年、大映） - 杉井警備員
- 青いくちづけ（1965年、大映）
- ザ・ガードマン 東京忍者部隊（1966年、大映） - 杉井警備員
- 痴人の愛（1967年、大映） - 熊谷政太郎
- 大悪党（1968年、大映） - 島輝夫
- ジェットF104脱出せよ（1968年、大映） - 海津士郎
- サーキットの狼（1977年、東映） - 飛鳥ミノル
- 多羅尾伴内（1978年、東映） - 山本刑事
- 野性の証明（1978年、角川映画 / 東映） - 佐倉
- 黄金の犬（1979年、松竹） - 北守数重森林警備員
- 戦国自衛隊（1979年、角川映画 / 東宝） - 丸岡正男
- 涙でいっぱいになったペットボトル　カンペの手紙（2007年、アルファワークス）

### テレビドラマ
- 東京警備指令 ザ・ガードマン（1965年 - 1971年、TBS / 大映テレビ室） - 杉井隊員
- シークレット部隊（1972年、TBS / 大映テレビ） - 叶刑事
- お祭り銀次捕物帳 第3話「飛び込んだ殺人者」（1972年、CX / 東映） - 太吉
- なんたって18歳! 第28話「まどかちゃんがいっぱい」（1972年、TBS / 大映テレビ）
- 木下恵介アワー 幸福相談（1972年、TBS）
- ママはライバル 第38話「ビバ! 海洋博」（1973年、TBS / 大映テレビ）
- どっこい大作 第51話「洗われた愛」（1974年、NET / 東映） - 鹿島次郎
- 非情のライセンス 第1シリーズ 第41話「兇悪の試験地獄」（1974年、NET / 東映） - 加賀秀三
- 雑居時代 第20話「もてないね?」（1974年、NTV / ユニオン映画） - 高木洋介
- プレイガール 第253話「女は裸で腕くらべ」（1974年、12ch / 東映） - 内山浩司
- ご存知遠山の金さん 第33話「殴られた娘」（1974年、NET / 東映） - 松吉
- 特別機動捜査隊（NET / 東映）
  - 第640話「闇」（1974年） - 児玉
  - 第652話「壁の中に消えた女」（1974年） - 和夫
  - 第654話「矢崎班緊急出動せよ」（1974年） - 第801話「浮気の報酬」（1977年） - 田坂刑事（不定期出演）
- 仮面ライダーストロンガー 第13話「一ツ目タイタン! 最後の逆襲!!」（1975年、MBS / 東映） - 岬守（奇械人エレキイカ）
- 前略おふくろ様 第9話（1975年、NTV / 渡辺企画） - 宗方
- ベルサイユのトラック姐ちゃん 第13話「女は捨て身で勝負する」（1976年、NET / 東映） - 林茂
- 隠し目付参上 第22話「時々刻々! 危うし左吉は切腹か」（1976年、MBS / 三船プロ） - 藤尾主馬
- お耳役秘帳 第23話「くの一地獄変」（1976年、KTV / 歌舞伎座テレビ） - 磯村源一郎
- 銭形平次（CX / 東映）
  - 第583話「お民の初恋」（1977年） - 定吉
  - 第648話「一握りの夢」（1978年） - ましらの千吉
- 快傑ズバット 第16話「殺しのぬれぎぬ 哀しみの健」・第17話「嘆きの妹 ふたりの健」（1977年、12ch / 東映） - 大月春彦（ナチスジャガー）
- 必殺シリーズ（ABC / 松竹）
  - 新・必殺仕置人 第30話「夢想無用」（1977年） - 仁吉
  - 新・必殺からくり人 第2話「東海道五十三次殺し旅 戸塚」（1977年） - 佐市
  - 江戸プロフェッショナル 必殺商売人 第16話「殺して怯えた三人の女」（1978年、ABC / 松竹） - 喜三郎
- 華麗なる刑事 第30話「さらば英雄」（1977年、CX / 東宝） - 剣崎
- コメットさん（第2期） 第12話「お母さんは どこ?」（1978年、TBS / 国際放映） - 庄司健太郎
- 水戸黄門（TBS / C.A.L）
  - 第8部 第28話「愛の奇蹟 -宮崎-」（1978年1月23日） - 大八
  - 第9部 第14話「鈴に秘めた愛 -高田-」（1978年11月6日） - 矢部源九郎
- 北の宿から（1979年、TBS） - 隆介
- ザ・スーパーガール 第11話「女は一発で勝負する」（1979年、12ch / 東映） - 大木
- 吉宗評判記 暴れん坊将軍 第80話「暴走! 旗本八万騎」（1979年、ANB / 東映） - 新免又十郎
- 駆け込みビル7号室 第10話「純白のウェディングドレスが泣いている」（1979年、CX / 三船プロ） - 検事
- 日本名作怪談劇場 第4話「怪談 吸血鬼 紫検校」（1979年、12ch） - 紫検校
- 大河ドラマ（NHK）
  - 獅子の時代（1980年） - 山川大蔵
  - 徳川家康（1983年） - 黒田長政
  - 八重の桜（2013年） - 安藤対馬守
- 西部警察 第18話「俺たちの闘い」（1980年、ANB / 石原プロ） - 北沢健二
- 太陽にほえろ! 第424話「拳銃を追え!」（1980年、NTV / 東宝） - 立花竜二
- 爆走! ドーベルマン刑事 第19話「白バイ警官をマークせよ!」（1980年、ANB / 東映） - 桂木
- 土曜ワイド劇場（ANB）
  - 「三毛猫ホームズの追跡」（1980年、東映） - 体操講師・泉田
  - 「変装探偵2」（1982年）
- ケンちゃんチャコちゃん（1980年 - 1981年、TBS / 国際放映） - ガンバリ先生
- 秘密のデカちゃん 第21話「ナヌ! 夫婦でダブル見合いだと?!」（1981年、TBS / 大映テレビ） - 大日向家長男
- ちょっといい姉妹（1981年 - 1982年、TBS） - 皆見
- 眠狂四郎無頼控 第14話「お庭番悲話! 裏切りの人肌」（1983年、TX） - 江郷藤之進
- 遠山の金さん 第1シリーズ 第55話「華麗なる追跡! 三味線お蝶」（1983年、ANB / 東映）
- スクール☆ウォーズ（TBS / 大映テレビ）
  - スクール☆ウォーズ（1984年 - 1985年） - 勝又欽吾
  - スクールウォーズ2（1990年 - 1991年） - 小川勉
- 銀河テレビ小説（NHK）
  - 男が家を出るとき（1985年） - 南郷浩治
- 水曜ドラマスペシャル（TBS）
  - 「虚空の時差」（1985年）
- 家庭って?（1986年、TBS） - 連城利治
- 湘南ペンション通り（1991年、TBS）
- いつの日かその胸に（1994年、TBS / 大映テレビ） - 秋田晋二
- 月曜ドラマスペシャル（TBS）
  - 「バスガイド愛子3」（1995年）
  - 「佐賀・有田 龍文壷の殺意」（1996年）
- 天国のKiss（1999年、ANB / ホリプロ）
- 金曜エンタテイメント（CX）
  - 「赤い霊柩車シリーズ11」（1999年） - 南田良造
- 特命係長 只野仁 第9話「美人妻」（2003年、ANB） - 赤羽伸介
- ハンチョウ〜警視庁安積班〜 シリーズ6 第3話（2013年、TBS） - 白石
- ヒロシマ 復興を夢みた男たち（2013年3月16日、NHK） - 国会議員
- 水曜ミステリー9（TX）
  - 「捜査検事・近松茂道13」（2013年5月1日） - 細見壮一郎
  - 「鑑識特捜班・九条礼子〜骨を知る女〜3」（2014年4月16日） - 若松登司三
- 科捜研の女 第13シリーズ 第5話（2013年11月14日、EX / 東映） - 飯村長治郎
- 月曜ゴールデン（TBS）
  - 「税務調査官・窓際太郎の事件簿28」（2015年1月26日） - 権藤克己

### 舞台
- ベニスの商人
- 春の雪
- アニーよ銃をとれ
- 小林幸子特別公演「お役者小僧・日光街道を往く」
- たそがれてキッチン
- ノーセックス・プリーズ
- 恋の冷凍保存
- 毒薬と老嬢
- シャンブル・マンダリン
- オームとニワトリ
- 森昌子特別公演「おんなの四季」
- マカロニ金融
- 嫁も姑も皆幽霊
- 銀座ロマン
- 忠臣蔵
- 青春デンデケデケデケ
- 名探偵ポワロ・ブラックコーヒー（2009年）
- アプローズ（2008年、2010年）
- マウストラップ〜ねずみとり〜（2010年）
- 古都清乃特別記念公演（2010年、博品館劇場）
- マペットのクリスマスキャロル（2012年）

### Vシネマ
- 極道の紋章 第九章（2009年） - 弘和会幹部 馬渕組組長 馬渕英三
- 新まるごし刑事!チャイルドを救出せよ!（2009年） - 法務大臣 磯野克彦(衆議院議員)

### バラエティ
- パンチアウトボウル（1970年代、東京12チャンネル）- 石川進と司会
- ぴったしカン・カン（1970年代、TBS）
- クイズ!脳ベルSHOW（2025年2月17日・24日、BSフジ）

### CM
- ハウス食品「デリッシュカレー」(1977年)
- サントリー「ウイスキーソーダ」(1989年)
- バイオテック